# أشرف عبد الباسط
الأستاذ الدكتور أشرف عبد الباسط هو رئيس جامعة المنصورة خلفاً للأستاذ الدكتور محمد حسن القناوى ورئيساً للجنة اختيار قيادات الجامعات المصرية.

## المُؤهلات
حصل عبد الباسط على بكالوريوس الطب تخصص طب الأطفال بتقدير ممتاز مع مرتبة الشرف من جامعة المنصورة في عام 1985. ثم حصل على درجة الماجستير من نفس القسم بتقدير مُمتاز عام 1990. وتلى ذلك حصوله على درجة الدكتوراه بمرتبة الشرف عام 1994.

## مسيرته
عَمِل كزميل باحث في وحدة أمراض الكلى للأطفال في كلية ألبرت أينشتاين للطب جامعة يشيفا في الولايات المتحدة الأمريكية بين 1992 و 1994 وعَمِل كإستشاري زائر في وحدة أمراض الكلى للأطفال في مدينة نوتنغهام في المملكة المتحده خلال 2003 و تولى عبد الباسط العديد من المناصب في جامعة المنصورة ومنها وكيل كلية الطب لشئون التعليم والطلاب في الفترة من 05/12/2007 إلى 31/7/2010، وعميداً لكلية الطب خلال الفترة من 01/8/2010 إلى 16/10/2011، ومشرف على قسم الصحة العامة وطب المجتمع من 03/11/2010 إلى 16/10/2011، نائب رئيس جامعة المنصورة لشئون التعليم والطلّاب في الفترة من 20/3/2013 حتى 16/9/2018.، ثم رئيسا للجامعة بقرار رئيس الجمهورية في نوفمبر 2018.

## المؤلفات العلمية
- Clinical Pediatrics
- Part III Fundamental Pediatrics
- Autoimmune Diseases: Symptoms, Diagnosis and Treatment
- Nanotechnology and Advances in Medicine
- Fundamental Pediatric Part I
- Fundamental Pediatrics. Part II
- Lupus nephritis: Frontiers and Challenge

## الجوائز والمكافآت
- جائزة الأستاذ الدكتور يحيى الجمل في طب الأطفال من أكاديمية البحث العلمى - مصر في 01/09/2011
- جائزة أحسن بحث (Poster) من المؤتمر الرابع عشر للجمعية الدولية لأمراض كلى الأطفال (بودابست-المجر ) في 01/01/2007
- الترشيح كممثل لجمهورية مصر العربية لجائزة TWS العالمية من أكاديمية البحث العلمى - مصر في 01/01/2006
- جائزة الدكتور فخرى مكاوى في طب الأطفال من أكاديمية البحث العلمي - مصر في 1/1/2004
- الطبيب المثالي عن محافظة الدقهلية من نقابة أطباء مصر في 01/01/2001
- جائزة الجامعة التشجيعية من جامعة المنصورة في 01/01/1999
- جائزة أحسن بحث Poster من المؤتمر المصرى الفرنسى الرابع للمناعة والبايلوجية الجزئية في 01/02/1998

## المؤهلات العلمية
- بكالوريوس بتقدير ممتاز مع مرتبة الشرف في 1985
- ماجستير بتقدير ممتاز في 1990
- الدكتوراه في 1994